# ان‌جی‌سی ۳۷۸۳
ان‌جی‌سی ۳۷۸۳ (انگلیسی: NGC 3783) نام یک کهکشان مارپیچی میله‌ای در صورت فلکی قنطورس است.